# Ratpenat de xarretera de Franquet
El ratpenat frugívor de Franquet (Epomops franqueti) és una espècie de ratpenat de la família dels pteropòdids. Viu a Angola, Benín, el Camerun, la República Centreafricana, la República del Congo, la República Democràtica del Congo, Costa d'Ivori, Guinea Equatorial, el Gabon, Ghana, Nigèria, Ruanda, el Sudan del Sud, Tanzània, Togo, Uganda i Zàmbia. El seu hàbitat natural són els boscos humits de plana tropicals o subtropicals. És una espècie en risc mínim, és a dir, no sembla que hi hagi cap amenaça significativa per a la seva supervivència.